# Sokoł (obwód sachaliński)
Sokoł (ros. Сокол) – wieś (sieło) w Rosji, w obwodzie sachalińskim, w rejonie dolińskim, na wyspie Sachalin. W 2010 liczyła 3468 mieszkańców, wśród których 3018 zadeklarowało narodowość rosyjską, 77 ukraińską, 31 białoruską, 8 niemiecką, 12 ormiańską, 4 czeczeńską, 4 kabardyjską, 12 tadżycką, 36 tatarską, 3 baszkirską, 9 czuwaską, 3 kazachską, 3 jakucką, 14 mordwińską, 5 udmurcką, 8 niwchijską, 114 koreańską, 3 japońską, 3 ‚‚metyską’’, a 61 nie podało żadnej.